# Monika Wienfort
Monika Wienfort (* 29. September 1961 in Essen) ist eine deutsche Neuzeithistorikerin.
Monika Wienfort studierte von 1981 bis 1987 Geschichte, Soziologie und Germanistik an der Ruhr-Universität Bochum und der Universität Bielefeld, wo sie im Sommersemester 1990 bei Reinhart Koselleck mit der Arbeit Monarchie in der bürgerlichen Gesellschaft. Deutschland und England von 1640 bis 1848 promoviert wurde. Von 1989 bis 1997 war sie Wissenschaftliche Mitarbeiterin im Sonderforschungsbereich „Bürgertum“ an der Universität Bielefeld. Dort erfolgte 1998 auch ihre Habilitation mit einer Arbeit über Patrimonialgerichte in Preußen. Von 2002 bis 2011 vertrat sie die Professur für Neuere Geschichte an der Technischen Universität Berlin. Es folgten Vertretungsprofessuren in Bielefeld und Braunschweig. 2011/2012 war sie Fellow der School for History am Freiburg Institute for Advanced Studies. Von 2012 bis 2014 war sie wissenschaftliche Mitarbeiterin an der Humboldt-Universität zu Berlin und von 2014 bis 2017 vertrat sie den Lehrstuhl für Neuere und Neueste Geschichte sowie Geschichte und ihre Didaktik an der Universität Wuppertal. Seit dem Wintersemester 2021/22 ist sie Inhaberin des Lehrstuhls für Brandenburgisch-Preußische Geschichte an der Universität Potsdam.
Ihre Arbeitsschwerpunkte sind die Rechts- und Verfassungsgeschichte des 19. Jahrhunderts sowie die preußische und britische Geschichte im 19. und 20. Jahrhundert. Ihr Interesse an der preußischen Geschichte wurde von Reinhart Koselleck geweckt. Besonders in der Erforschung des preußischen Adels und der Patrimonialgerichtsbarkeit konnte sie sich einen Namen machen. Sie ist Mitglied im Kuratorium der Hugo-Preuß-Stiftung, in der Preußischen Historischen Kommission und seit 2022 stellvertretende Vorsitzende der Vereinigung für Verfassungsgeschichte.
Wienfort ist mit dem Berliner Historiker Paul Nolte verheiratet.

## Schriften (Auswahl)
- Monarchie in der bürgerlichen Gesellschaft. Deutschland und England von 1640 bis 1848 (= Bürgertum. Studien zur Zivilgesellschaft. Bd. 4). Vandenhoeck & Ruprecht, Göttingen 2001, ISBN 3-525-35669-2 (zugleich: Dissertation, Universität Bielefeld 1990).
- Patrimonialgerichte in Preußen. Ländliche Gesellschaft und bürgerliches Recht 1770–1848/49 (= Kritische Studien zur Geschichtswissenschaft. Band 148). Vandenhoeck & Ruprecht, Göttingen 2001, ISBN 3-525-35163-1 (zugleich: Habilitations-Schrift, Universität Bielefeld 1998). (Auszüge bei Google Books).
- Der Adel in der Moderne. Vandenhoeck & Ruprecht, Göttingen 2006, ISBN 3-8252-2857-6.
- Geschichte Preußens. C. H. Beck, München 2008, ISBN 978-3-406-56256-3.
- Verliebt, verlobt, verheiratet. Eine Geschichte der Ehe seit der Romantik. C. H. Beck, München 2014, ISBN 978-3-406-65996-6.
- Monarchie im 19. Jahrhundert. De Gruyter Oldenbourg, Berlin 2019, ISBN 978-3-11-046326-2.
- Katholizismus im Kalten Krieg. Vertriebene in Königstein 1945–1996 (= Veröffentlichungen der Kommission für Zeitgeschichte. Reihe C: Themen der kirchlichen Zeitgeschichte. Band 4). Brill Schöningh, Paderborn 2023, ISBN 978-3-506-79538-0.